# متر بر مجذور ثانیه
متر بر مجذور ثانیه نام یکای شتاب دردستگاه بین‌المللی یکاها (SI) است. این یکا به عنوان یک یکای فرعی از یکاهای اصلی طول (متر) و زمان (ثانیه) ساخته شده است. نماد این یکا به شکل‌های گوناگون الگو:عبارت 6 چپچین یا قالب کم کاربرد m/s/s نوشته می‌شود.
از آنجایی که از نظر فیزیکی به تغییرات سرعت در یکای زمان تعریف می‌شود مانند متر بر ثانیه بر ثانیه با آن به عنوان کمیتی از سرعت برخورد نمی‌شود.

## یکاهای مرتبط
بر پایهٔ قانون دوم نیوتن نیرو برابر است با حاصل ضرب شتاب در جرم (F=ma). نیرو=F  جرم=m  شتاب=a  یکای نیرو، نیوتن (N) و یکای جرم، کیلوگرم (kg) است. یک نیوتن برابر است با یک کیلوگرم متر بر مجذور ثانیه؛ بنابراین یکای متر بر مجذور ثانیه هم ارز با نیوتن بر کیلوگرم N·kg−1 یا N/kg می‌باشد.